# Gand-Wevelgem 2020
La Gand-Wevelgem 2020, ottantaduesima edizione della corsa e valida come diciottesima prova dell'UCI World Tour 2020 categoria 1.UWT, si svolse l'11 ottobre 2020 (inizialmente previsto il 29 marzo 2020, poi posticipato per la pandemia di COVID-19) su un percorso di 238 km, con partenza da Ypres e arrivo a Wevelgem, in Belgio. La vittoria fu appannaggio del danese Mads Pedersen, il quale completò il percorso in 5h19'20", alla media di 43,68 km/h, precedendo il francese Florian Sénéchal e l'italiano Matteo Trentin.
Sul traguardo di Wevelgem 97 ciclisti, su 171 partiti da Ypres, portarono a termine la competizione.

## Squadre e corridori partecipanti
| N.      | Cod. | Squadra                    |
| ------- | ---- | -------------------------- |
| 1-7     | UAD  | UAE Team Emirates          |
| 11-17   | DQT  | Deceuninck-Quick-Step      |
| 21-27   | LTS  | Lotto Soudal               |
| 31-37   | ALM  | AG2R La Mondiale           |
| 41-47   | AST  | Astana Pro Team            |
| 51-57   | TBM  | Bahrain-McLaren            |
| 61-67   | BOH  | Bora-Hansgrohe             |
| 71-77   | CCC  | CCC Team                   |
| 81-87   | COF  | Cofidis, Solutions Crédits |
| 91-97   | EF1  | EF Pro Cycling             |
| 101-107 | GFC  | Groupama-FDJ               |
| 111-117 | ISN  | Israel Start-Up Nation     |
| 121-127 | TJV  | Team Jumbo-Visma           |

| N.      | Cod. | Squadra                    |
| ------- | ---- | -------------------------- |
| 131-137 | MTS  | Mitchelton-Scott           |
| 141-147 | MOV  | Movistar Team              |
| 151-157 | NTT  | NTT Pro Cycling Team       |
| 161-167 | IGD  | Ineos Grenadiers           |
| 171-177 | SUN  | Team Sunweb                |
| 181-187 | TFS  | Trek-Segafredo             |
| 191-197 | TDE  | Total Direct Énergie       |
| 201-207 | AFC  | Alpecin-Fenix              |
| 211-217 | BVC  | B&B Hotels-Vital Concept   |
| 221-227 | WVA  | Bingoal-Wallonie Bruxelles |
| 231-237 | CWG  | Circus-Wanty Gobert        |
| 241-247 | SVB  | Sport Vlaanderen-Baloise   |

## Ordine d'arrivo (Top 10)
| Pos. | Corridore        | Squadra    | Tempo    |
| ---- | ---------------- | ---------- | -------- |
| 1    | Mads Pedersen    | Trek       | 5h19'20" |
| 2    | Florian Sénéchal | Deceuninck | s.t.     |
| 3    | Matteo Trentin   | CCC        | s.t.     |
| 4    | Alberto Bettiol  | EF         | a 1"     |
| 5    | Stefan Küng      | Groupama   | a 3"     |
| 6    | John Degenkolb   | Lotto      | a 4"     |
| 7    | Yves Lampaert    | Deceuninck | s.t.     |
| 8    | Wout Van Aert    | Jumbo      | a 7"     |
| 9    | M. van der Poel  | Alpecin    | a 8"     |
| 10   | Dylan Teuns      | Bahrain    | a 1'40"  |